# 杭州市陈经纶体育学校

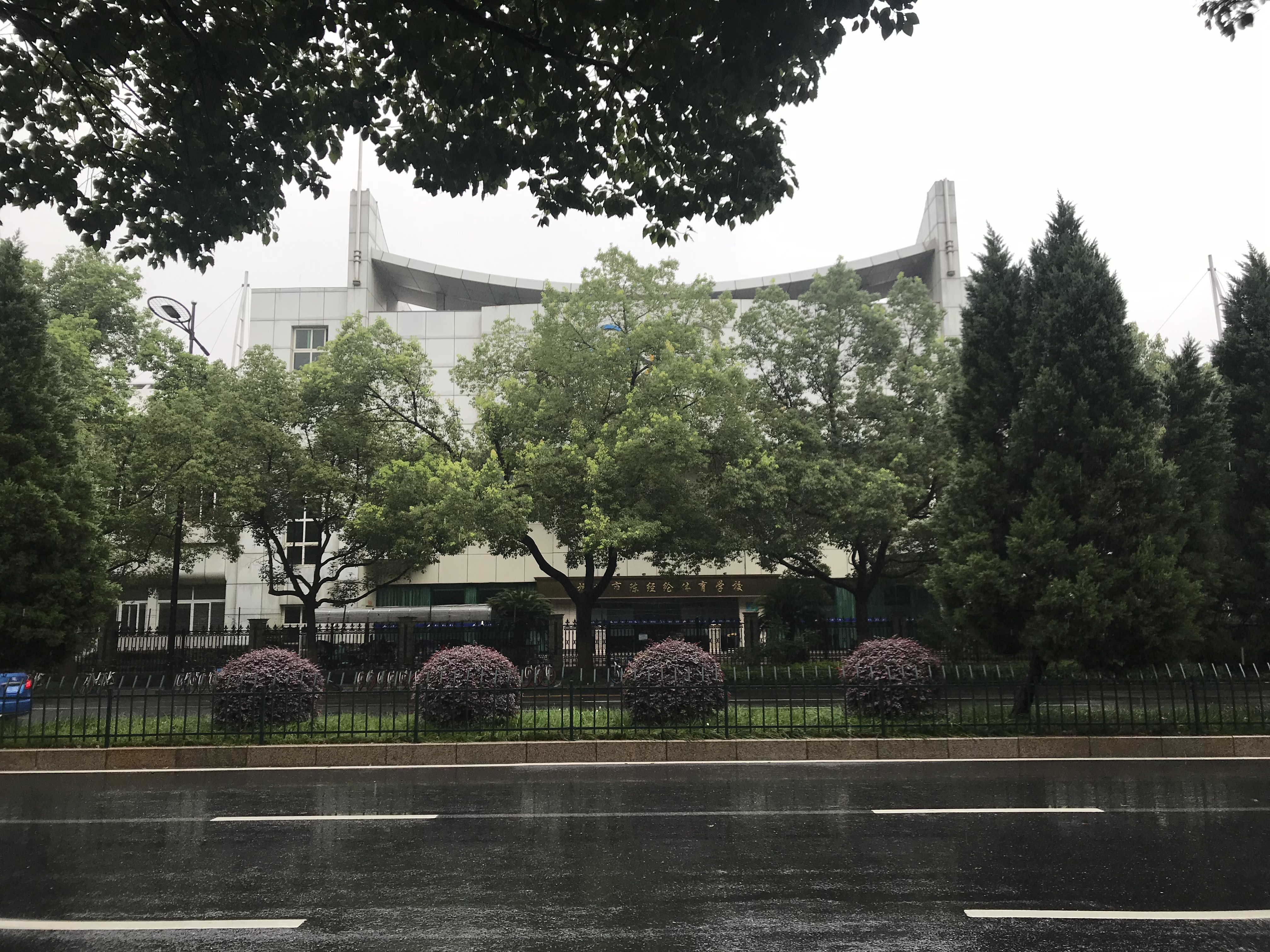
西大门

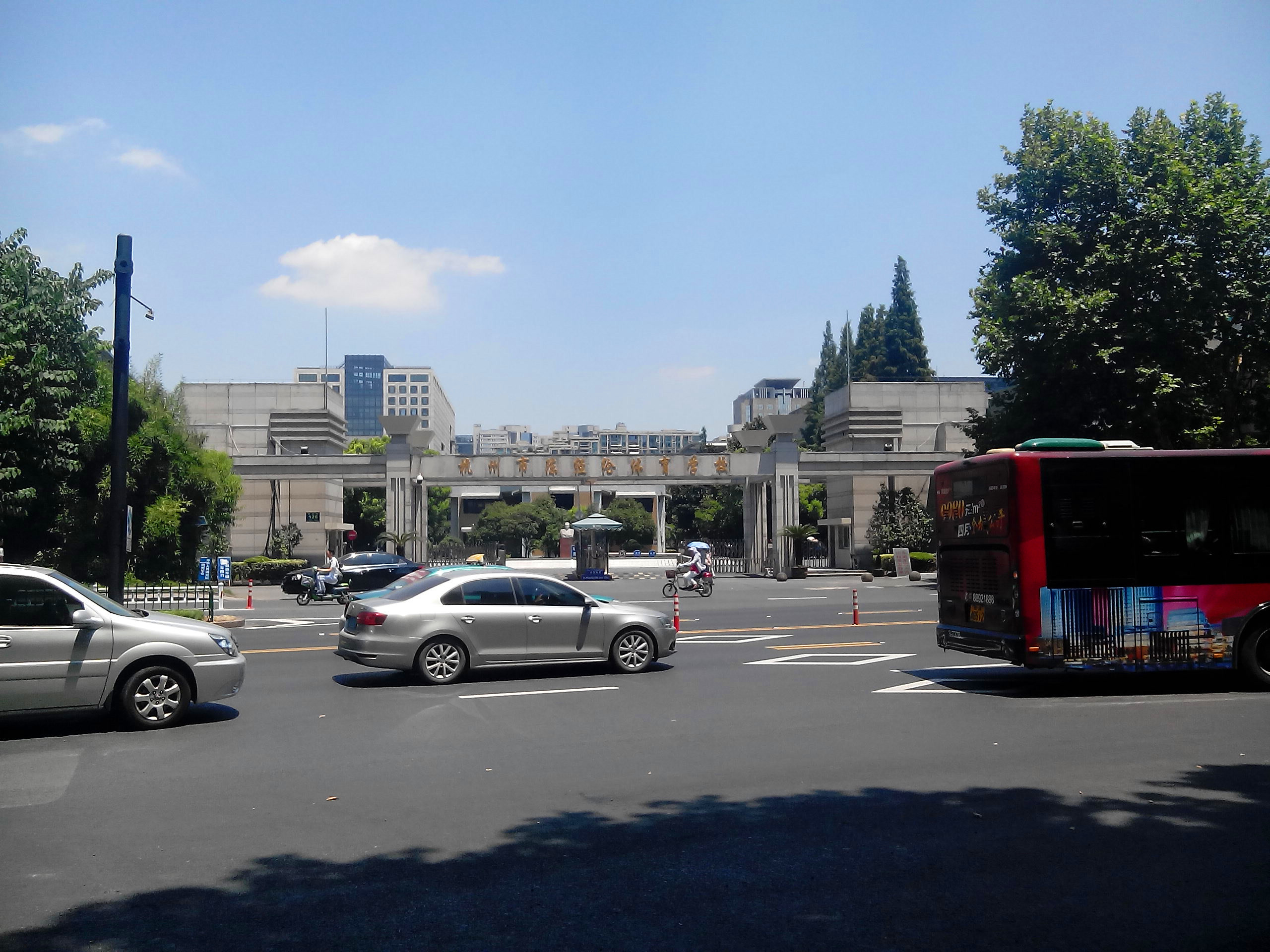
南大门

杭州市陈经纶体育学校是1993年经浙江省教委、省计委批准建立的一所全日制体育中专专业学校，位于杭州市曙光路126号。目前在校生千余名，分为“三集中”、“二集中”和走训三种教学形式，具有开设项目全天候的标准训练场馆。开设有田径、游泳、体操、艺术体操、蹦极、篮球、排球、沙滩排球、网球、羽毛球、乒乓球、举重、摔跤、柔道、武术、散手、跆拳道、拳击共计18个体育运动项目。

## 简介
学校前身是1956年创建的杭州市少年儿童业余体育学校，是改革开放后杭州市第一所由港商陈经纶捐资合建的综合性体育运动学校，为公益事业单位。
学校座落于黄龙体育中心东侧、杭州黄龙洞景区对面、浙江图书馆附近，大门坐北朝南，占地87712.96平米，总建筑面积46905平米，现有教职工143人，教师40人，教练员62人。

## 著名校友
奥运冠军7人次，世界冠军73人次，亚洲冠军72人次，16次打破世界记录，19次打破亚洲记录。
- 楼云：奥运会跳马冠军
- 罗雪娟：2004年雅典奥运会游泳冠军、游泳世锦赛冠军
- 孙杨：奥运游泳冠军、游泳世锦赛冠军
- 陈招娣
- 叶钊颖
- 杨雨
- 陈桦
- 吴鹏
- 陈波
- 傅园慧
- 王澜静：巴黎奥运会艺术体操团体冠军

## 荣誉
先后被国家体育总局命名为：
- 国家高水平体育后备人才基地
- 国家排球高水平后备人才培训基地
- 国家游泳二线队伍
- 国家游泳高水平后备人才基地
- 国家举重高水平后备人才基地
- 中国羽毛球协会羽毛球学校
- 国家田径跳远、三级跳远项目（2009—2012）年度奥林匹克高水平后备人才基地
- 国家篮球高水平后备人才基地
- 2001年被批准为国家级重点中等职业学校
- 2003年通过了国家级重点中等职业学校复评认定